# وینچنزو روزیتو
وینچنزو روزیتو (انگلیسی: Vincenzo Rosito; ۱۸ آوریل ۱۹۳۹ – ۲۹ دسامبر ۲۰۲۰) بازیکن فوتبال اهل ایتالیا بود.
از باشگاه‌هایی که در آن بازی کرده‌است می‌توان به باشگاه فوتبال لیورنو و باشگاه فوتبال پیستویزه اشاره کرد.